# Гражданска защита (държавно учреждение)
Вижте пояснителната страница за други значения на Гражданска защита.
За защита на населението като термин и практика виж: гражданска отбрана.
Гражданска защита е държавна служба за защита на цивилното население, материалните и културните ценности на България при бедствия, аварии, терористични атаки и военни нападения срещу страната, съществувала под различни наименования през периода 18 юли 1936 – 1 януари 2011 г.

## Защита на населението вЦарство България
На 18 юли 1936 г. българският цар Борис III издава Указ №310, който утвърждава Наредбата-закон за противовъздушната и химическа защита на населението в Царството. Въз основа на него са разработени правилници и инструкции за защита на цивилното население, материалните и културните ценности в Царството, като са разпоредени задълженията на въоръжените сили, и на държавните служби.
През 1942 г. е сформирано Управление „Противовъздушна и химическа защита“.

## Защита на населението вНародна република България
През периода 1946 – 1989 г. задачите и организацията на Гражданска отбрана са насочени основно към подготовка за защитата на населението от оръжия за масово унищожение в случай военен конфликт, основно дейността е в поддържането на противоатомните укрития / бомбоубежища включително и в оборудваните с херметични капаци, врати и вентилационни уредби мазета в блоковете на военните квартали. От 70-те години започва подготовка и оборудване на организацията за мероприятия по защита на населението при бедствия и аварии, но тази функция на службата остава второстепенна.
През 1946 г. управлението за противовъздушна и химическа защита се преименува на „Противовъздушна и противохимическа отбрана“, съкратено ПВХО.
През 1950 г. подготовката на населението за ПВХО и мероприятията по организирането на противовъздушната, и химическата защита са възложени на Министерството на вътрешните работи.
През 1951 г. е създадено Централно управление на Местната противовъздушна отбрана. Подготовката на населението и усилията на организацията насочени основно за осигуряване на защита от оръжия за масово унищожение.
С Указ №252 от 1962 г. Централното управление на Местната противовъздушна отбрана е преименувано на Гражданска отбрана. Службата е подчинена директно на Министерския съвет. Създадена е система от общодържавни отбранителни мероприятия.
През 1971 г. Гражданска отбрана е приведена в непосредствено подчинение на Министъра на отбраната. В допълнение към военновременните отбранителни дейности, на Гражданска отбрана са възложени задачи по предотвратяване и ограничаване на последствията от природни бедствия и крупни производствени аварии.
С Указ №265 на Държавния съвет от 1978 г. въз основа на структурите на Гражданска отбрана е изградена система за устойчивост на отраслите и обектите на народното стопанство и защита на населението по време на военни конфликти, бедствия, и аварии.

## Защита на населението вРепублика България
След Ноемврийския пленум на ЦК на БКП (1989) започва непрекъснато реформиране и преструктуриране на Гражданска отбрана, което приключва със закриването и на 1 януари 2011 г. с поредните промени в Закона за изменение и допълнение на Закона за Министерството на вътрешните работи, обнародвани в Държавен вестник – бр. 88 От 9 ноември 2010 г.
С решение на Министерския съвет № 419 от 4 декември 1991 г. и Заповед № 57 на Министъра на отбраната от 4 март 1992 г., организацията се преименува от Гражданска отбрана на Гражданска защита, подчинена на Министерството на отбраната.
През 1992 г. са създадени първите пет професионални щатни формирования за провеждане на спасителни работи и неотложни аварийно-възстановителни дейности при възникване на бедствия, аварии и катастрофи. През 2006 г. професионалните щатни формирования на Гражданска защита в страната са 16, а през 2009 г. – 31.
С решение на Министерския съвет № 95 от 22 март 1993 г. датата 18 юли е определена за „Ден на Гражданска защита“ и професионален празник на службата.
С постановление на Министерския съвет № 18 от 23 януари 1998 г. е утвърден „Правилник за организацията и дейността по предотвратяване и ликвидиране на последствията при бедствия, аварии и катастрофи“.
Със заповед на Министъра на отбраната от 24 март 2000 г. Управление „Гражданска защита“ при Министерството на отбраната е преименувано в Служба „Гражданска защита“ към същото ведомство.
Службата за Гражданска защита на Република България е девоеннизирана на 1 май 2000 г. на основание заповед МЗ № ОХ-215/23.03.2000 г.
С постановление № 53 на Министерския съвет № 18 от 2 март 2001 г. Служба „Гражданска защита“ при Министерството на отбраната се преобразува в Държавна агенция „Гражданска защита“, подчинена на Министерския съвет. Агенцията осъществява държавната политика в областта на защитата на населението при бедствия, аварии и катастрофи.
ДА „Гражданска защита“ е инициатор за създаването на Съвет за гражданско-военно аварийно планиране за страните от Югоизточна Европа. Споразумението е подписано на 3 април 2001 г. в София.
През септември 2002 г. е приета съвместна Програма между ДА „Гражданска защита“, Български червен кръст, Министерство на вътрешните работи – Национална служба „Пожарна и аварийна безопасност“ и Министерството на образованието и науката, с която е въведено обучение по защита на населението за учениците от 1 до 12 клас.
На 29 ноември 2002 г. в Брюксел е подписан „Меморандум за разбирателство между Европейската общност и Република България“, който регламентира участието на България в „Механизма на Общността за подпомагане засиленото сътрудничество в областта на Гражданската защита“.
С постановление № 137 на Министерския съвет от 6 юни 2006 г. е приет „Устройствен правилник на Министерство на държавната политика при бедствия и аварии“, с който считано от 1 юли 2007 г., Държавна агенция „Гражданска защита“ се закрива. Към МДПБА се формира Главна дирекция Национална служба „Гражданска защита“ с 28 регионални дирекции.
На 6 декември 2006 г. Народното събрание приема Закон за защита при бедствия, обнародван в Държавен вестник – бр. 102 От 19 декември 2006 г.
С решение на Народното събрание от 27 юли 2009 г. се закрива Министерството на извънредните ситуации.
На 11 ноември 2009 г., Народното събрание приема промените в Закона за МВР, чрез който Главна дирекция „Гражданска защита“ става национална специализирана структура на МВР.
Главна дирекция „Гражданска защита“ при МВР на Република България е закрита на 1 януари 2011 г. съгласно поредните изменения в Закона за изменение и допълнение на Закона за Министерството на вътрешните работи, обнародван в Държавен вестник – бр. 88 От 9 ноември 2010 г. Според него Главна дирекция „Пожарна безопасност и спасяване“ се преименува на Главна дирекция „Пожарна безопасност и защита на населението“, като „поема функциите“ на закритата Главна дирекция „Гражданска защита“. 

## Наименования
- Управление „Противовъздушна и химическа защита“ (1942 – 1946)
- Управление „Противовъздушна и противохимическа отбрана“ (1946 – 1951)
- Централно управление на Местната противовъздушна отбрана-МВР (1951 – 1962)
- Гражданска отбрана (подчинена на Министерски съвет до 1971) (1962 – 4 март 1992)
- Управление „Гражданска защита“ на Министерство на отбраната (4 март 1992 – 2 март 2001)
- Държавна агенция „Гражданска защита“ към Министерския съвет (2 март 2001 – 11 ноември 2009)
- Главна дирекция „Гражданска защита“ при МВР (11 ноември 2009 – 1 януари 2011)

## Началници
- генерал-майор Душко Кондов – от 1951
- полковник Борис Палагачев – към 1954
- армейски генерал Иван Михайлов (9 юни 1962-1971)
- адмирал Бранимир Орманов – 1973 – 1983
- генерал-лейтенант Илия Кръстев – 1978?
- генерал-полковник Тенчо Папазов
- полковник (ген.-майор от 1994) Никола Николов – 1991 – 1 юли 2006
- Андрей Иванов – от 1 юли 2006

## Заместник-началници
- генерал-майор Николай Коцев
- генерал-майор Пенчо Янкулов (1969 – 1971)